# 120 mm Brandt Rayé
De 120 mm Brandt Rayé (MO-120 RT-61) is een zware mortier. Het wapen werd ontwikkeld door het Franse Hotchkiss Brandt (vanaf 1966 Thomson-Brandt en sinds 1994 Thomson CSF/Daimler-Benz Aerospace) als opvolger van hun MO-120 AM-50. Het RT in de fabrieksbenaming staat voor rayé, tracté, wat getrokken schietbuis, voortgetrokken affuit betekent. Het is een krombaanvuurwapen dat projectielen van 120 mm kan afvuren over een afstand van meer dan acht km.

## Werking

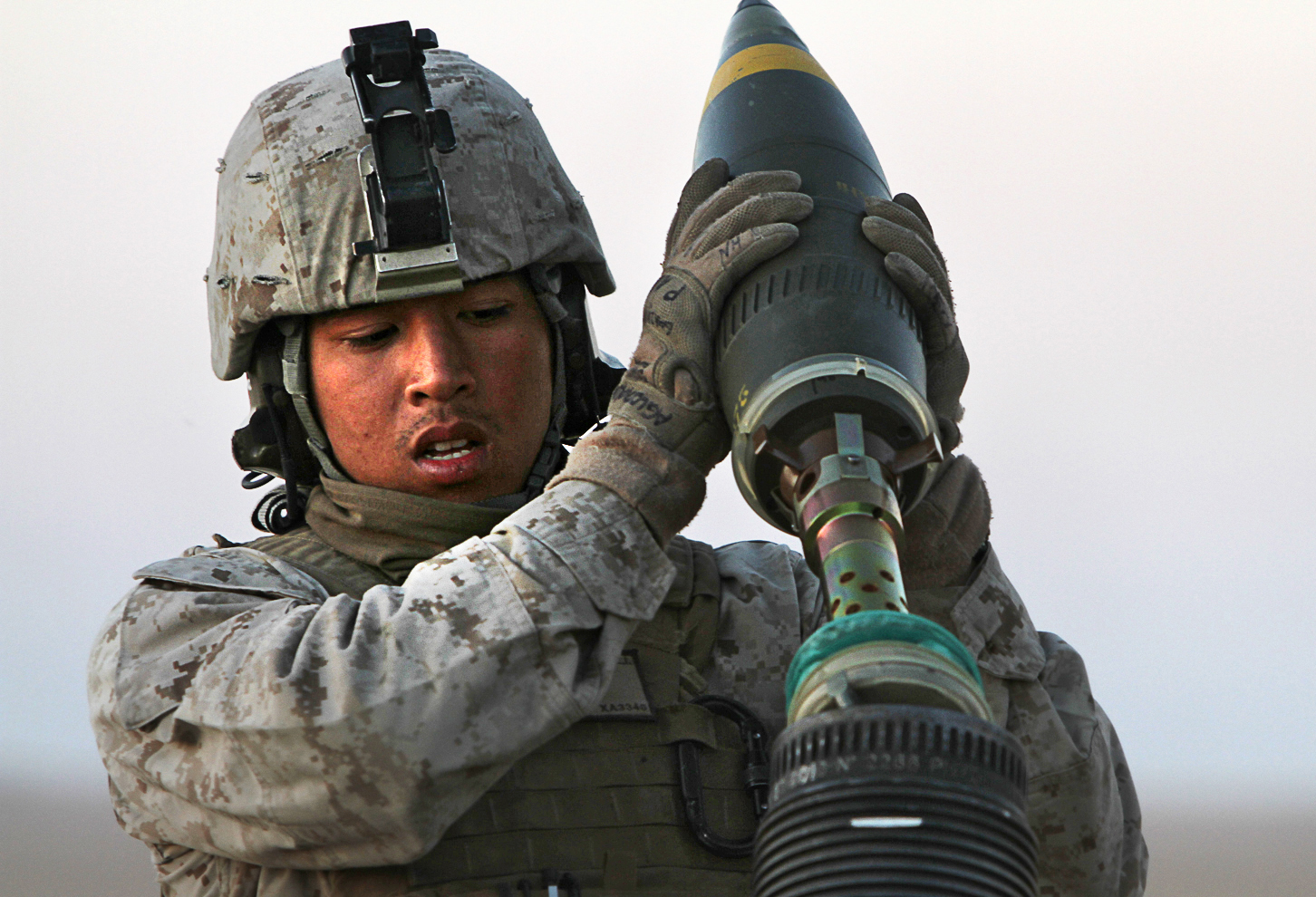
USMC-120mm-HE-granaat. De nokken op de granaat zijn goed te zien

Met het wapen wordt munitie verschoten, die voorzien is van nokken die in de trekken en velden van de schietbuis passen.

De mortier kan op twee manieren worden afgevuurd:
- "Drop fire": De granaten worden in de voor(boven-)zijde van de schietbuis geladen en zakken door hun eigen gewicht roterend naar beneden. In de bodem van de schietbuis vallen zij op een vaste slagpin, die de drijflading ontsteekt, waardoor het projectiel wordt uitgestoten.[1]
- "Trigger fire": De granaten worden in de voor(boven-)zijde van de schietbuis geladen en zakken door hun eigen gewicht roterend naar beneden. Ze worden afgevuurd door een afvuurkoord te bedienen dat een afvuurmechanisme in de basis van de schietbuis activeert.[1][7]

Er zijn brisant-, springrook- en lichtgranaten voor beschikbaar; de complete eenheid van granaat met drijflading (in en om de kardoes) noemt men 'schot'. Na het verlaten van de schietbuis komt de kardoes los van het projectiel om circa 70 meter van de monding op de grond te vallen; de granaat zelf vervolgt dan roterend zijn weg over maximaal 8100  meter. Bij lading 10 voor die maximale dracht, bedraagt de aanvangssnelheid 365 m per seconde. De maximale vuursnelheid bedraagt 15 schoten per minuut.
Het wapen heeft een elevatiehoek tussen de 30° en 85°, en kan in stelling ±14° naar links of rechts gericht worden.

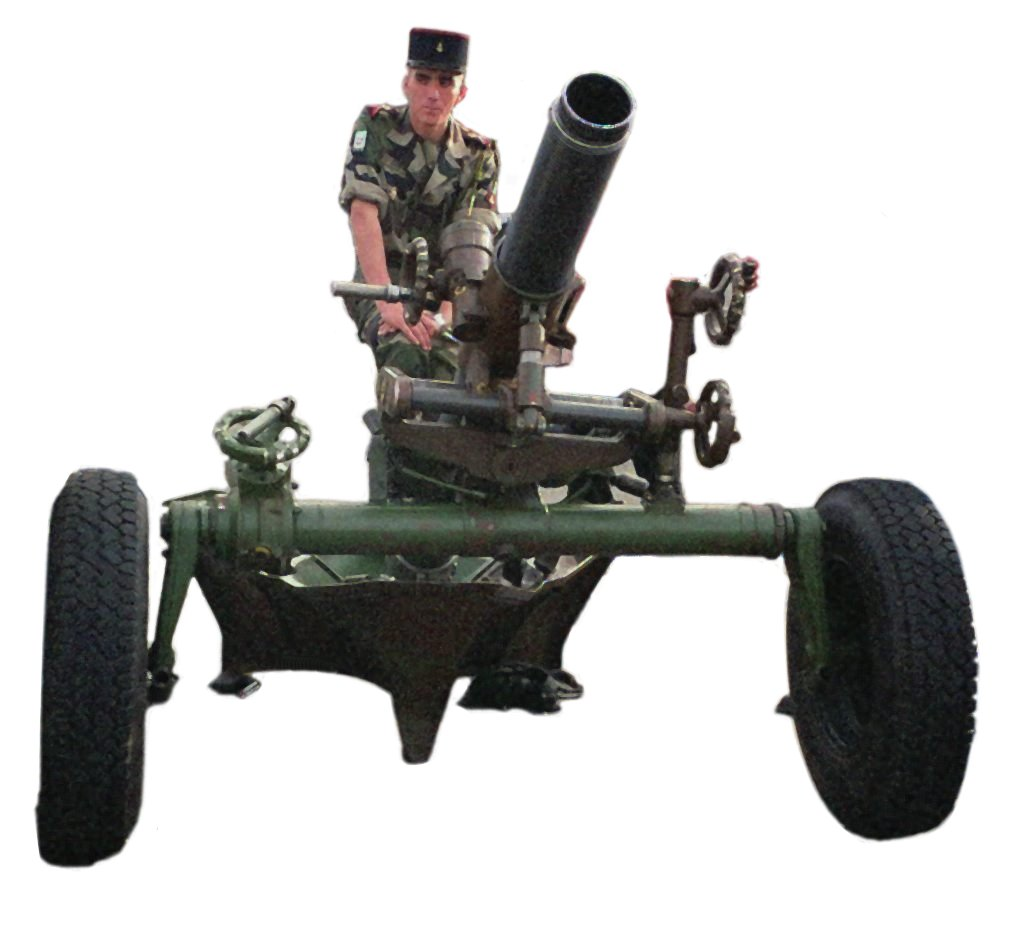
Mortier MO 120 RT

Vanwege zijn omvang en gewicht is de 120mm-mortier niet geschikt om te voet te vervoeren. Dit kan alleen in delen over zeer korte afstanden. Voor het vervoer over de weg wordt aan de monding van de schietbuis een trekoog bevestigd, waardoor het wapen kan worden voortgetrokken. De mortier beschikt over een massieve basisplaat van 190 kg en een loop van 114 kg. Vanwege het eenassige, vaste onderstel met stevige banden geldt het als een 'getrokken wapen'.

## Bemanning
In het algemeen bestaat de bemanning uit vijf man: een commandant, richter, hulp-richter, lader en munitiewerker. Soms komen hier nog extra bemanningsleden voor het trekkend voertuig bij (chauffeur, boordschutter). Het is mogelijk het wapen met minder mensen te bedienen, maar dat gaat ten koste van de vuursnelheid. Een geoefende bemanning kan het wapen binnen een minuut in stelling brengen.

## Munitie
De mortier maakt gebruik van 120-millimeter-granaten met een diversiteit aan ladingen; zo kan bijvoorbeeld explosieve, rookvormende of lichtafgevende munitie afgevuurd worden. NAVO-standaard-120mm-granaten kunnen verschoten worden, en ook de special ontworpen PR-14 (HE) en PRPA (HERA). Een standaardgranaat of rookgranaat kan een afstand tussen 1100 en 8170 meter afleggen. Een lichtgranaat kan een afstand tussen de 1300 en 7700 meter afleggen.
Een standaardprojectiel weegt 18,7 kilogram. Een klassiek projectiel is 93 cm lang, terwijl een projectiel voor langere dracht 102 cm meet. In crisissituaties kan men negen schoten per minuut uitvoeren. In normale omstandigheden vijf schoten per twee minuten. In zwakke situaties twee schoten per vijf minuten. In onderhouden condities kan men twee schoten per minuut uitvoeren gedurende onbeperkte tijd.
De speciale HERA (High Explosive Rocket Assisted)-projectielen kunnen een afstand tussen de 1300 meter en 13 kilometer afleggen. HERA-projectielen beschikken over een speciale lading die tijdens de vlucht wordt ontstoken om het projectiel van extra voortstuwing te voorzien en zo een grotere bereik te realiseren.

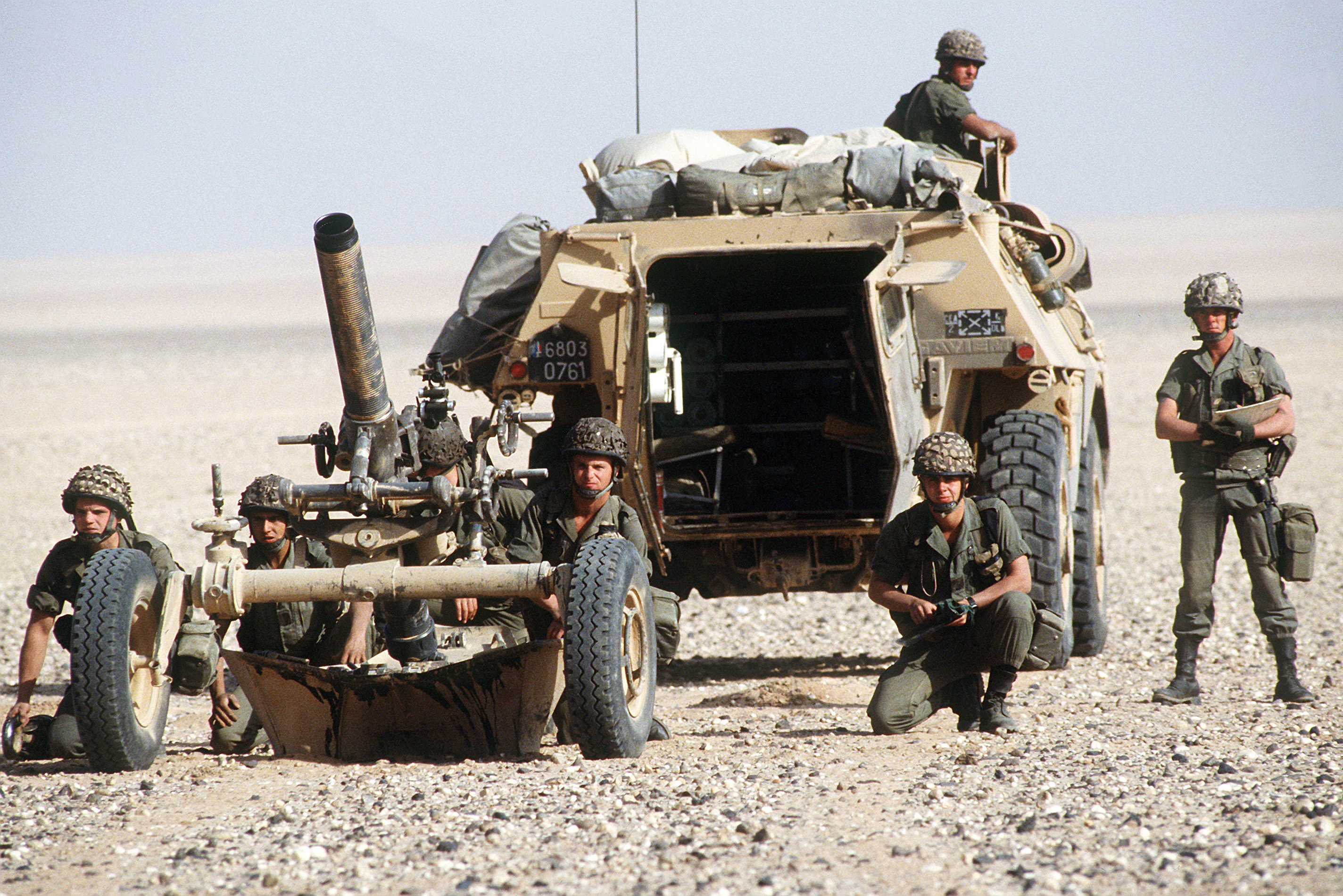
Franse MO-120-RT-61- en Giat VTM 120-mortiertrekker tijdens Operatie Desert Shield (2 aug ‘90 – 17 jan ‘91), de eerste fase van de Golfoorlog (2 aug ‘90 – 28 feb ‘91)

Na afvuren bereikt de granaat een hoogte van maximaal 1896 meter bij een schootsafstand van vier kilometer, 2606 meter bij een schootsafstand van acht kilometer en 4074 m bij de maximale schootsafstand van twaalf kilometer. Bij inslag is er een dodelijk gebied tot ongeveer 75 meter rondom het inslagpunt.:p15

## Fabrikant
Het wapen werd vanaf 1961 ontwikkeld door Hotchkiss Brandt in Frankrijk als de MO-120-RT-61 (120mm-"HB Rayé"). In 1966 fuseerde Hotchkiss-Brandt met Compagnie Française Thomson-Houston (CFTH) tot Thomson Brandt, en kwam het wapen bekend te staan als de 120 mm Brandt Rayé. In 1994 werd de naam van het bedrijf Thomson CSF/Daimler-Benz Aerospace, een joint venture van Thomson-CSF en Deutsche Aerospace AG (DASA) van het Duitse Daimler-Benz AG.
Fabrikant van de mortier is TDA Armements uit Frankrijk, een dochteronderneming van Thales. Het wapen wordt in licentie geproduceerd in Duitsland, Italië, Brazilië, Japan en in Turkije (als HY-12 "Tosam 8").

## Gebruik in Nederland
Na beproevingen eind jaren 60 door de infanterieschool van drie 120mm-mortieren: de Hotchkiss Brandt MO-120-RT-61 (1961), de Hotchkiss Brandt MO-120-AM-50 (1950) en de Israëlische Tampella Soltam M-65 (1953), werd de MO-120-RT-61 aangeschaft.:p45
In Nederland staat de MO-120-RT-61 bekend als de getrokken mortier Hotchkiss-Brandt Rayé 120 mm (Nederlands model met wielaffuit en grondplaat
Hij verving vanaf 1969 :p197 de Amerikaanse M30-mortier 4,2 inch (106,7 mm) die begin jaren ‘50 was ingestroomd in de Koninklijke Landmacht (KL).:p99
De vervanging van de 120mm-mortier stond, volgens het project Licht Indirect Vurend Wapensysteem, gepland voor de jaren 2011-’14 (kosten tussen € 100 en € 250 miljoen), maar is begin 2018 nog niet uitgevoerd.
De 120mm-mortier is door zijn hoge reactie- en vuursnelheid, grote vuurkracht, reikwijdte en mobiliteit het belangrijkste indirecte vuursteunwapen voor infanterie-eenheden. Een commandant kan met de mortier snel en zelfstandig zwaartepunten leggen en verleggen.
De mortier 120 mm Brandt Rayé (MO-120-HB, Rayé (voortgetrokken)) wordt geproduceerd door het Franse Thomson-Brandt, voorheen Hotchkiss-Brandt (HB). Het wapen heeft een getrokken schietbuis. Deze heeft spiraalsgewijs lopende groeven die een granaat bij het schieten een rotatie om de lengteas geven. Een projectiel blijft hierdoor veel beter in zijn baan.
In Nederland bestaat een mortiergroep bestaat uit 7 man; een stukscommandant (sergeant), een richter, een hulprichter, een munitiewerker, een lader, een boordschutter en een chauffeur.

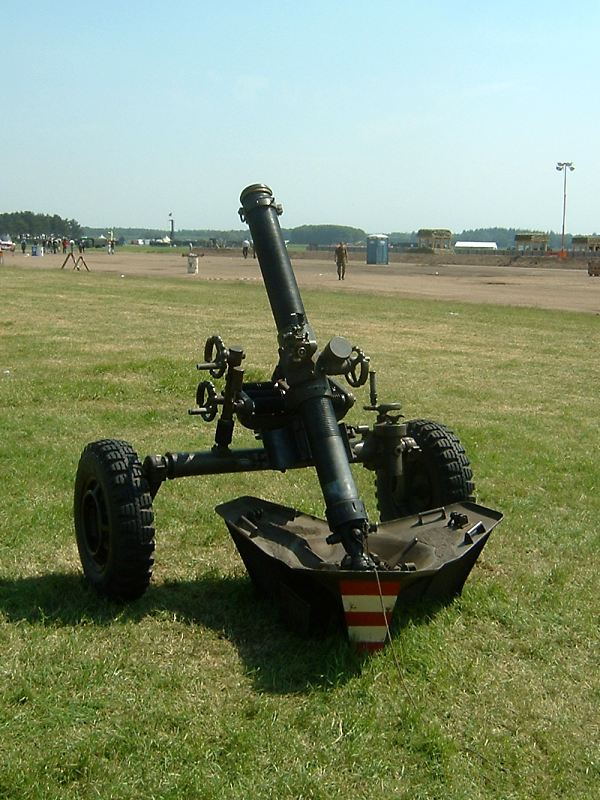
120mm-mortier, KL

### Pantserinfanterie
De mortier werd getrokken door een YP-408 PWMR of de AMX-13 VCI, in Nederland bekend als de AMX-PRMR-mortiertrekker en vanaf 1978 door de YPR 765 PRMR-mortiertrekker.
Ieder pantserinfanteriebataljon beschikte over 3 mortierpelotons met elk 3 stukken. De pelotons waren ingedeeld in de ondersteuningscompagnie (OstCie) van de pantserinfanteriebataljons.
Een mortierpeloton bestond uit een commandogroep en 3 mortiergroepen. Elke groep beschikte over één mortier. Munitie werd in het voertuig meegevoerd. Het achtercompartiment van de YP, de AMX en de YPR was ingericht als bergruimte voor vijftig mortiergranaten en met zitplaatsen voor vijf bemanningsleden.:p47
De 120mm-mortieren van de pantserinfanteriebataljons, zijn overgenomen door het VuursteunCommando van de KL en bij de pantserinfanteriebataljons, vervangen door Britse L16 81mm-mortieren die getransporteerd worden door de Fennek MR

### Korps Mariniers
Het Korps Mariniers beschikte van 1988 tot en met 2012 over een 120 mm mortiercompagnie: 1 Mortiercompagnie ("1 Morcie") met twaalf 120 mm mortieren, georganiseerd in 3 pelotons met elk 4 stukken. Bij het Korps Mariniers wordt het Hägglunds BV-206FB (transportversie, FB=’Flat Bed’) amfibievoertuig als trekker voor de 120 mm mortier gebruikt. De mortier zelf is niet amfibisch.
De 120 mm mortieren van de mariniers zijn overgenomen door het VuursteunCommando van de KL en bij de mariniersbataljons vervangen door Britse L16 81mm-mortieren, vervoerd door de Hägglunds BV-206MC (mortar carrier, mortierplatform). De achterwagen van deze BV-206 kan worden voorzien van 81mm-mortieropstelling en 106 mortiergranaten (HE). De achterwagen heeft een speciale stabilisatie-inrichting voor het afvuren van 81mm-mortier.

### Luchtmobiele Brigade

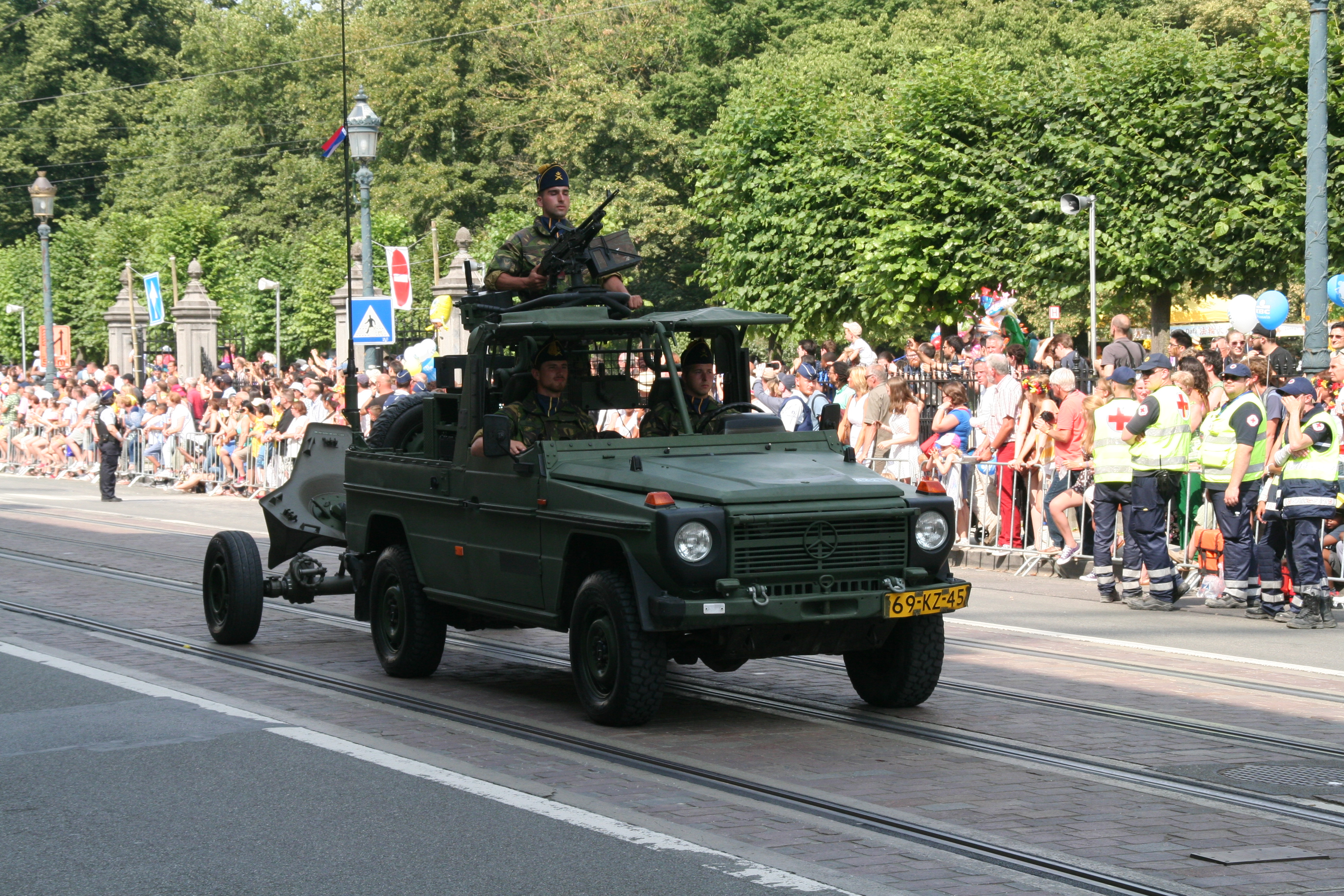
Mercedes-Benz 290GD (7,5 kN) lwb softtop met 120mm-mortier van de C-Batterij Korps Rijdende Artillerie van het VuursteunCommando

11 Luchtmobiele Brigade beschikte van 1994 tot en met 2011 over 11 Mortiercompagnie Regiment Stoottroepen met twaalf 120 mm mortieren, georganiseerd in 3 pelotons met elk 4 stukken. De mortieren werden getrokken door een Mercedes Benz 290GD MR lwb 7,5kN softtop (‘MB’) Deze ‘MR’-versie van de MB290GD is een ‘AD’ (‘algemene dienst’) voertuig, voorzien van inbouwrekken voor het transport van granaten voor de mortier. De 120 mm kan samen met de MB als underslung onder één CH-47 Chinook helikopter vervoerd worden, of afzonderlijk onder AS 532U2 Cougars.

### VuursteunCommando KL
Sinds 2013 zijn al de 120mm-mortieren ondergebracht bij het VuursteunCommando (VustCo) van de KL op de Legerplaats bij Oldebroek in 't Harde. Elk van de drie batterijen van het VustCo beschikt over 6 gemechaniseerde 155 mm houwitzers PzH2000 en 6 mortieren 120 mm getrokken door de MB290GD MR. Vanuit deze landmachteenheid worden de mortieren afhankelijk van de opdracht toegevoegd aan de verschillende infanterie-eenheden van de KL of aan het Korps Mariniers
De opleiding vindt deels plaats samen met het Belgische Bataljon Artillerie.

## Gebruik in België
In 2000 werden 60 exemplaren geleverd aan de Landcomponent van Defensie ter vervanging van de oude 4,2 inch (106,7 mm)-mortieren uit 1950. Samen met de getrokken 105mm-Giat LG  Mk2-houwitser vormt de 120mm-mortier de ruggengraat van de Belgische artillerie: getrokken materiaal, licht en daardoor snel ontplooibaar en makkelijk te vervoeren.
In België staat het wapen bekend als Mortier 120 RT.
Als trekkend voertuig deed de M113A1 dienst. In het voertuig konden 30 à 50 granaten meegevoerd worden.
Het wapen wordt sinds 2006 getrokken door een licht pantserwielvoetuig Krauss-Maffei Wegmann Dingo II MPPV.
Het wapen wordt bij de paracommando’s getrokken door een lichte Mercedes-Benz Unimog-vrachtwagen. De mortier kan ook aan een parachute gedropt worden samen met de paraeenheden van de Landcomponent van Defensie.
De 120mm-mortier wordt op het terrein ondersteund door een laserafstandsmeter, gps en speciale software die in het 'schootsbureel' of 'vuurregelcentrum' gebruikt wordt. In de nabije toekomst een data-transfersysteem voorzien.
Bij de invoering van de mortier 120 RT in 2000 werd het wapen ingedeeld bij de twee toenmalige veldartillerie eenheden: het Franstalige 1e Regiment Veldartillerie (1 A) te Bastogne en het Nederlandstalige 2e Regiment Veldartillerie (2 A) te Helchteren. Het 2e Regiment Veldartillerie had tevens een batterij mortieren paracommando om de luchtmobiele capaciteit te verzekeren.

### Bataljon Artillerie
Sinds 1 juni 2010 is het Bataljon Artillerie de enige Belgische artillerie-eenheid. Het bataljon beschikt naast een VSHORAD MDBA Mistral-luchtdoelartilleriebatterij in Lombardsijde over twee operationele batterijen veldartillerie in Brasschaat. Beide batterijen veldartillerie zijn in staat om met de Mortier 120 mm en/of de Houwitser 105 mm te ontplooien.
De opleiding vindt deels plaats samen met het Nederlandse VuursteunCommando.

## Gebruik in Frankrijk
De Franse Krijgsmacht gebruikt de 120mm-RT F1 sinds eind 1973. Hij verving de Brandt 120 mm MO-120 AM-50. In 2007 waren er nog 361 in gebruik, maar dat werd afgebouwd naar 192 in 2011, 140 in 2013, 128 in 2014 en 171 aan het einde van 2016 met een beschikbaarheidspercentage van 51%. Ze zijn ingedeeld bij Franse artillerie-eenheden, als aanvulling op getrokken geschut van 155 mm. De 120 mm wordt gewoonlijk getrokken door de VTM 120 (Véhicule Tracteur Mortier de 120 mm), een gepantserd wielvoertuig uit de VAB 4x4 (Véhicule de l'Avant Blindé)-serie APC’s. De VTM 120 kan 70 granaten voor de mortier meenemen. De 120mm-mortier kan ook getrokken worden door de AMX-10 TM (Tracteur de Mortier), een variant van de AMX-10P-APC.
De mortieren, die oorspronkelijk waren ingedeeld bij de Franse infanterieregimenten, zijn inmiddels (2017) allemaal overgeheveld naar de artillerieregimenten, ter aanvulling van getrokken 155mm-vuurmonden. Er zijn acht mortieren 120 mm ingedeeld in ieder Frans artillerieregiment.

## Gebruik in de Verenigde Staten
Het United States Marine Corps (USMC) ging in 2001, nadat de operaties in Afghanistan hun gebrek aan artillerie lichter dan een houwitser van 155 mm maar zwaarder dan een mortier van 60 mm hadden blootgelegd, op zoek naar een Expeditionary Fire Support System (EFSS). Uiteindelijk werd de MO-120 RT-61 aangeschaft voor het EFSS. De Amerikaanse benaming voor de mortier is M327.
Het EFSS werd operationeel in 2009. Eén volledige EFSS-vuureenheid, die in een Bell Boeing MV-22-tiltrotor of CH-53E Super Stallion-helikopter vervoerd kan worden, bestaat uit twee M1163 ‘prime movers’, speciaal voor het USMC gebouwde kortere tweezitsvarianten van de lichte M1161 Growler-jeep, waarbij één de RT 120/M327-mortier trok, en de ander een M1162-munitietrailer en de vuurcontroleapparatuur vervoerde. In de munitietrailer konden maximaal 36 granaten in recyclebare stalen containers vervoerd worden. Later verdwenen de munitietrailes en werd de munitie verdeeld over beide M1163’s. Een EFSS-batterij bestaat uit ongeveer 50 mariniers.
Het EFSS werd voor het eerst ingezet in Afghanistan in februari 2011, waarbij een M1105-verlichtingsprojectiel werd afgevuurd.
Tussen 2011 en 2015, ontwikkelde Raytheon met de mariniers precisiemunitie met verbeterd bereik: PERM (Precision Extended Range Munition) voor de EFSS. Een gps-geleide granaat met een groter bereik en grotere nauwkeurigheid.
Het 15,9 kg zware projectiel vergroot het bereik van 8 km tot 16 km, en valt binnen 10 m van het doel met een 2,5 tot 3 maal zo grote uitwerking. Ieder projectiel kost $ 18,000.
De PERM is vanaf 2018 operationeel. Raytheon is van plan om semi-active laser (SAL)-geleiding toe te voegen, zodat met de PERM ook bewegende doelen uitgeschakeld zouden kunnen worden.
In december 2017 hebben de Amerikaanse mariniers het EFSS afgestoten. Het beperkte bereik van de EFSS werd niet geschikt geacht voor toekomstige missies Daarom werd gekozen het systeem af te stoten en de vrijgekomen budget te benutten voor andere middelen.

## Gebruikers
In 2011 was de 120 mm in gebruik in 23 landen.
- Azerbeidzjan
- België
- Brazilië
- Djibouti
- Colombia
- Cyprus
- Cambodja
- Gabon
- Frankrijk

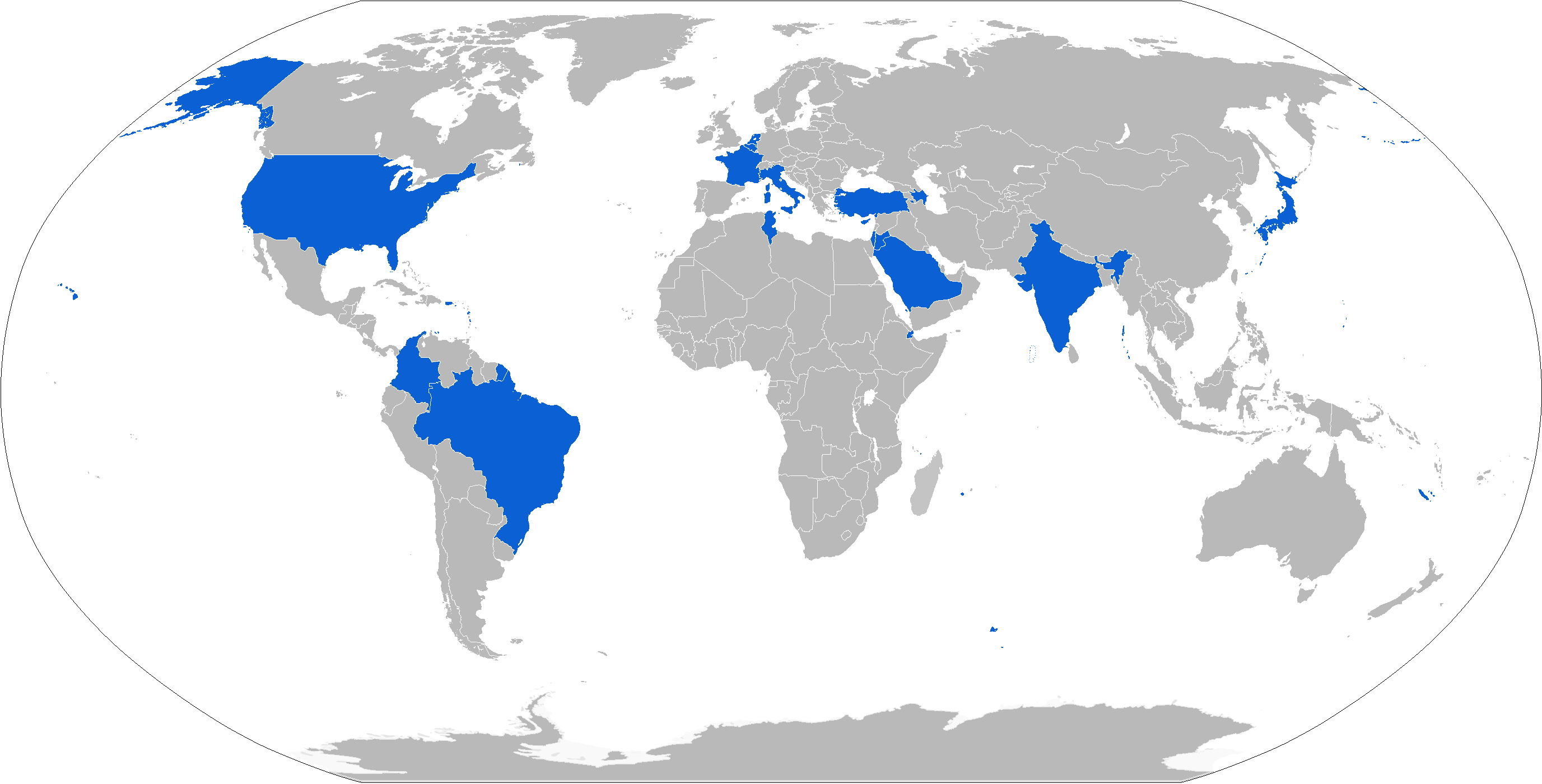
Kaart met gebruikers in blauw (2015)

- Japan De Japanse Zelfverdedigingstroepen hebben een gemechaniseerde versie van de 120 mm met 50 granaten aan boord, de Type 96 gemechaniseerde mortier 120 mm.
- Israël
- Italië
- Japan
- Jordanië
- Nederland
- Saoedi-Arabië
- Tunesië
- Turkije, als MKEK 120mm HY12 mortier "Tosam 8"
- Verenigde Staten — in gebruik bij het US Marine Corps als M327 120 mm[34]

## Varianten
- MO-120-LT, een versie met een gladde loop voor bergtroepen, in gebruik bij de Franse Chasseurs alpins.
- Dragon Fire 120 mm, ook wel 120 mm Box Mortar, een Amerikaanse automatische versie die ingebouwd in een LAV-25-pantserwielvoertuig of getrokken kan worden ingezet.[41]

## Galerij

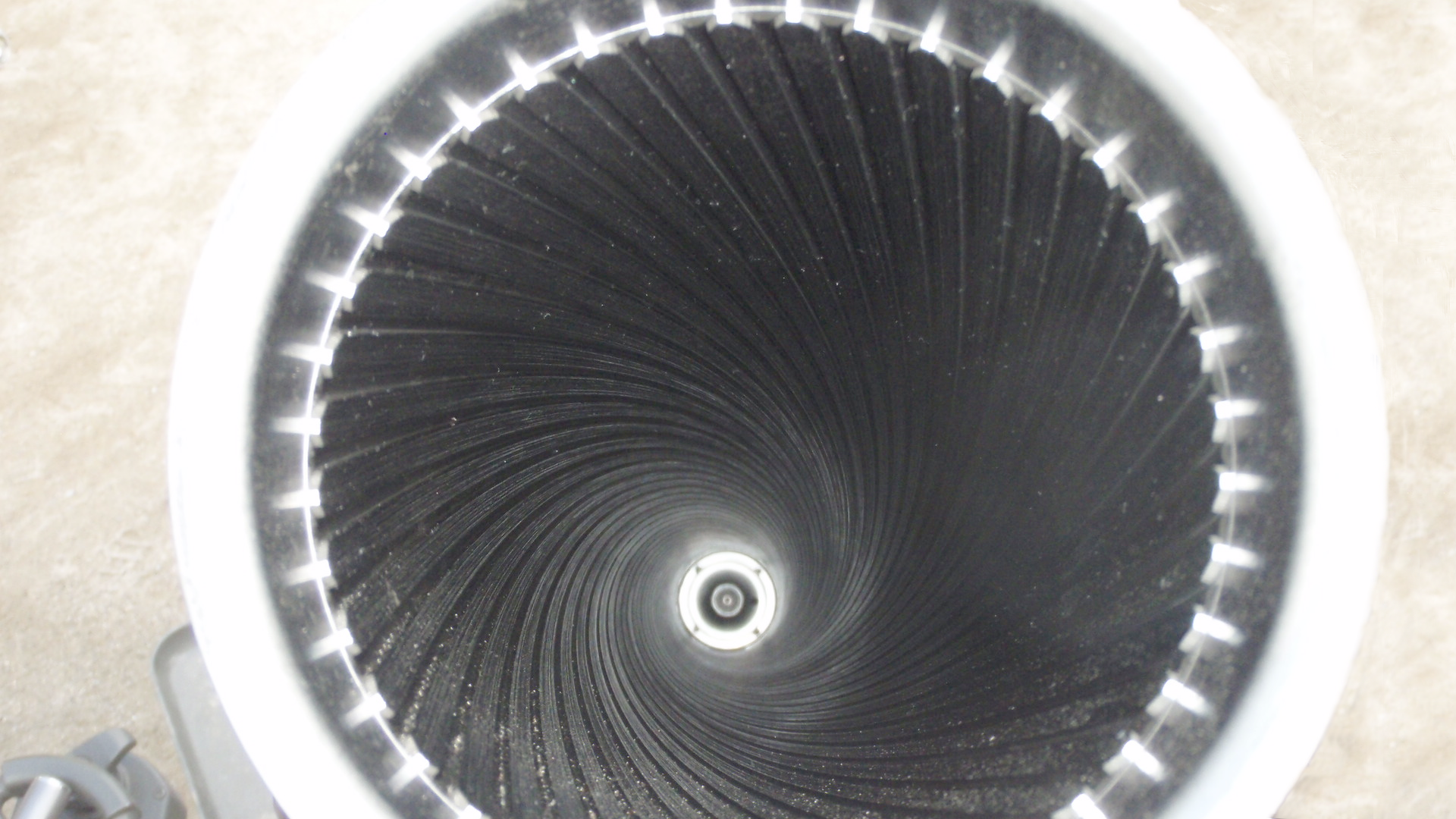
M327-mortiertrekken en -velden
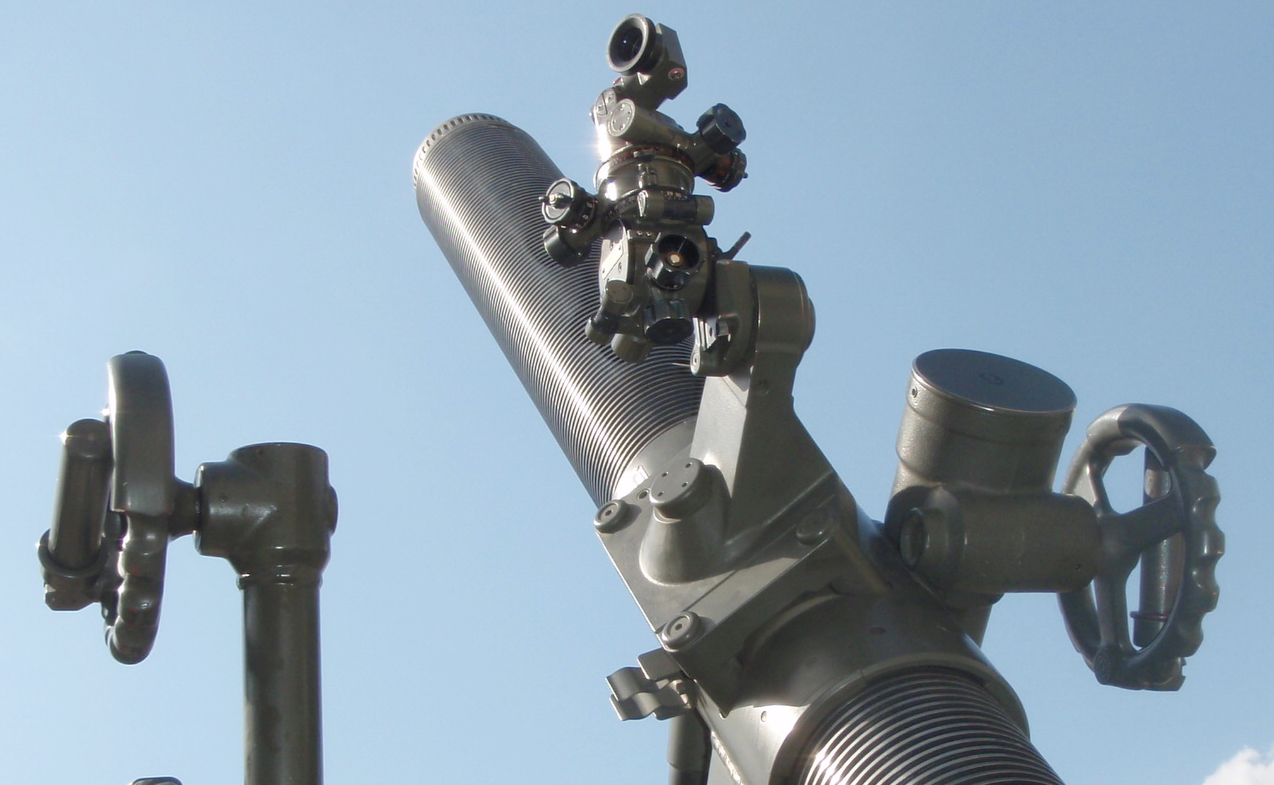
M327-mortiervizier
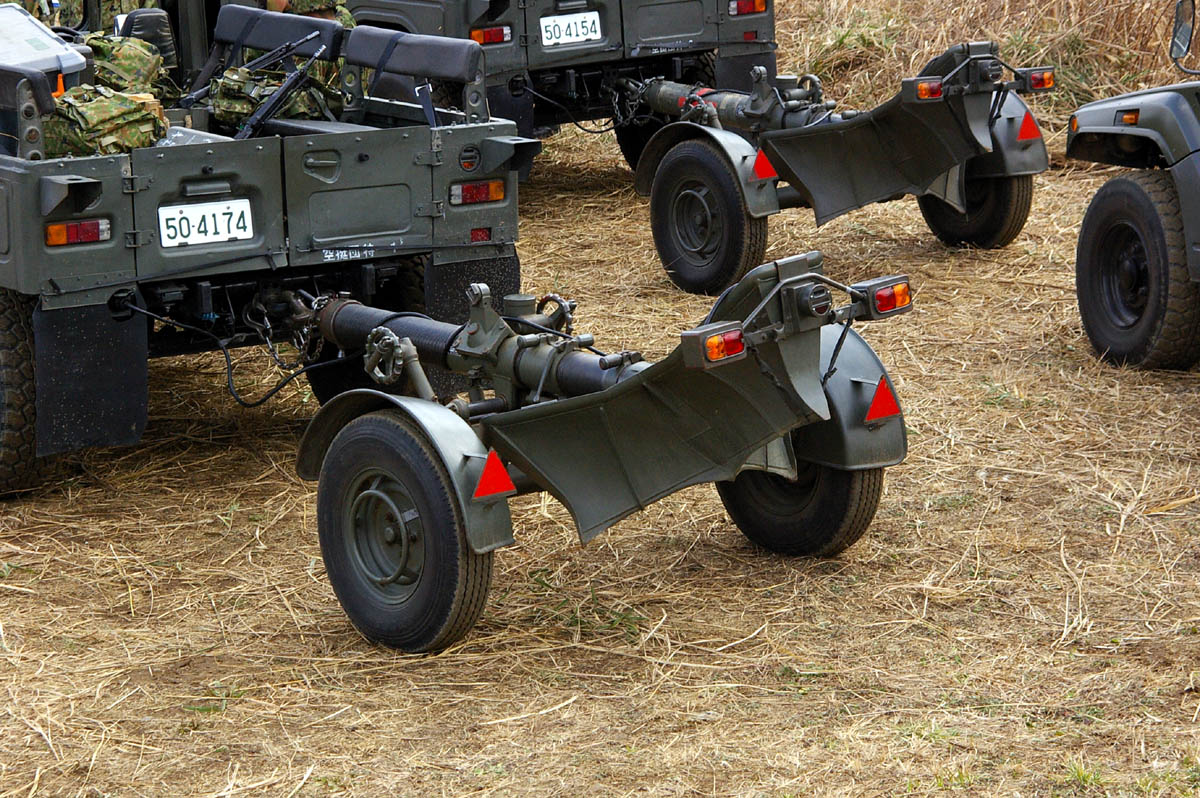
Japanse 120 mm. Trekker is de Toyota Mega Cruiser
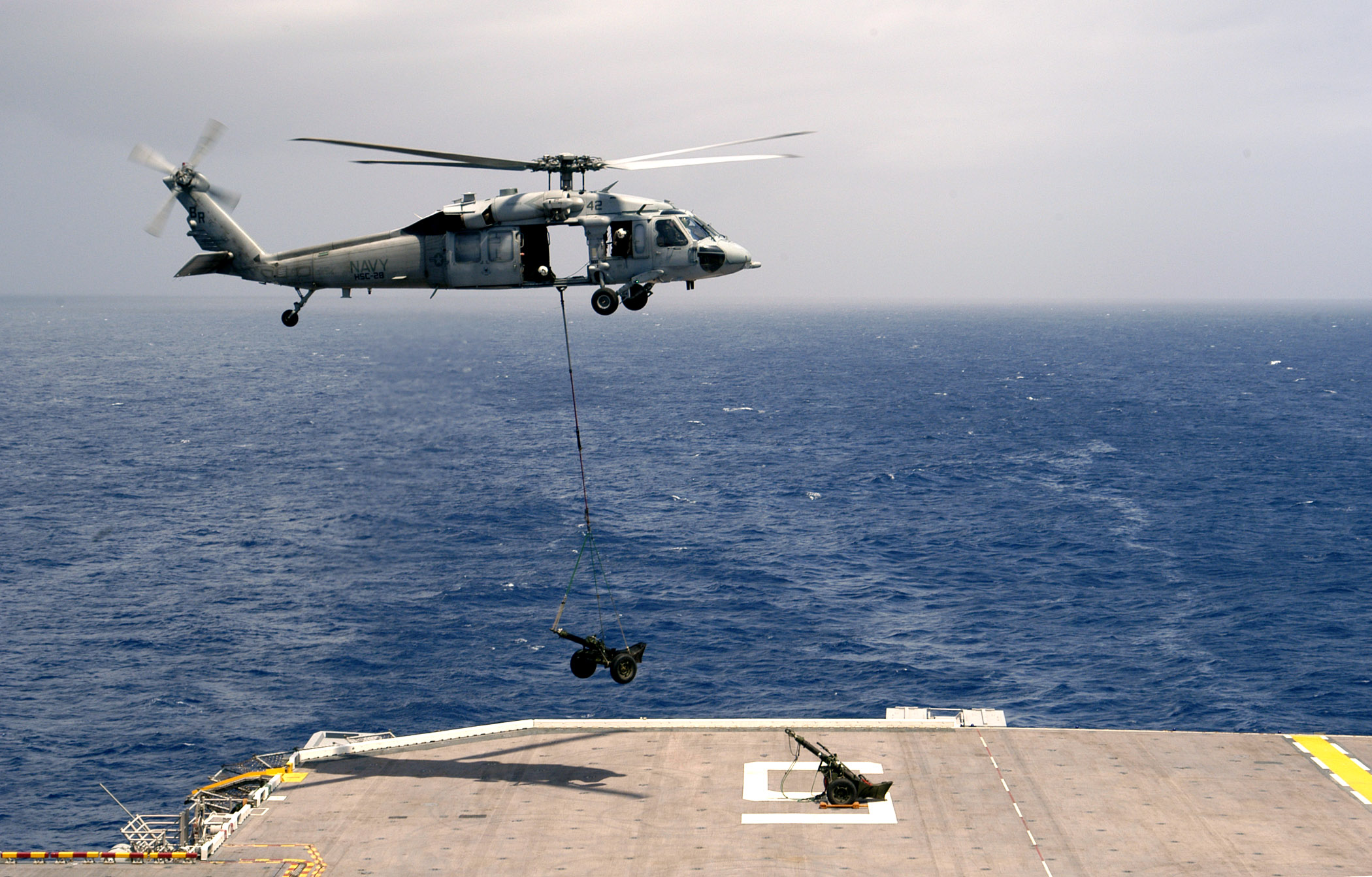
Een MH-60s Seahawk zet een USMC M327-mortier op het amfibisch transportschip USS Bataan (LHD-5)
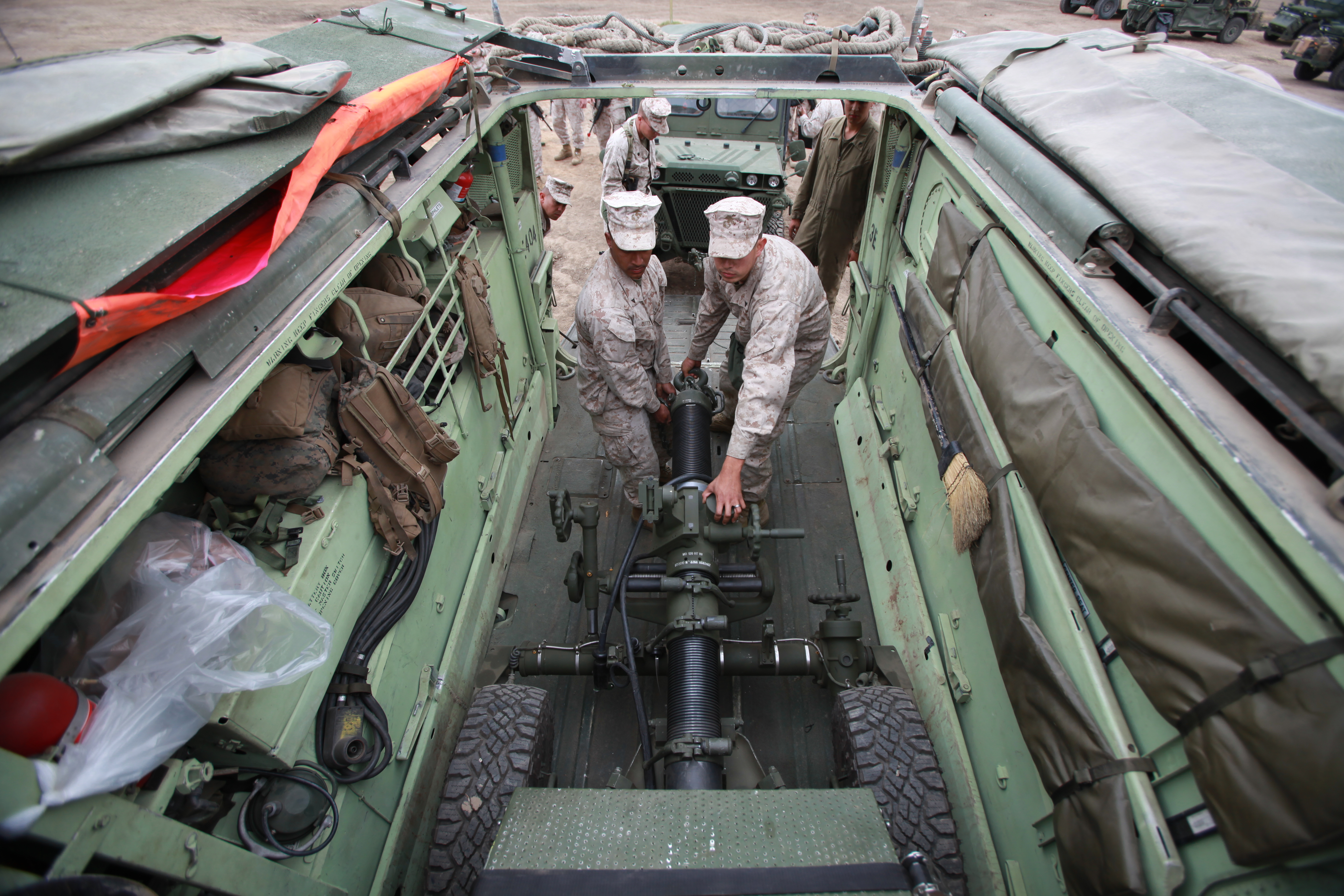
Een USMC M327-mortier wordt in een rupsvoertuig (AAV-P7/A1?) geladen
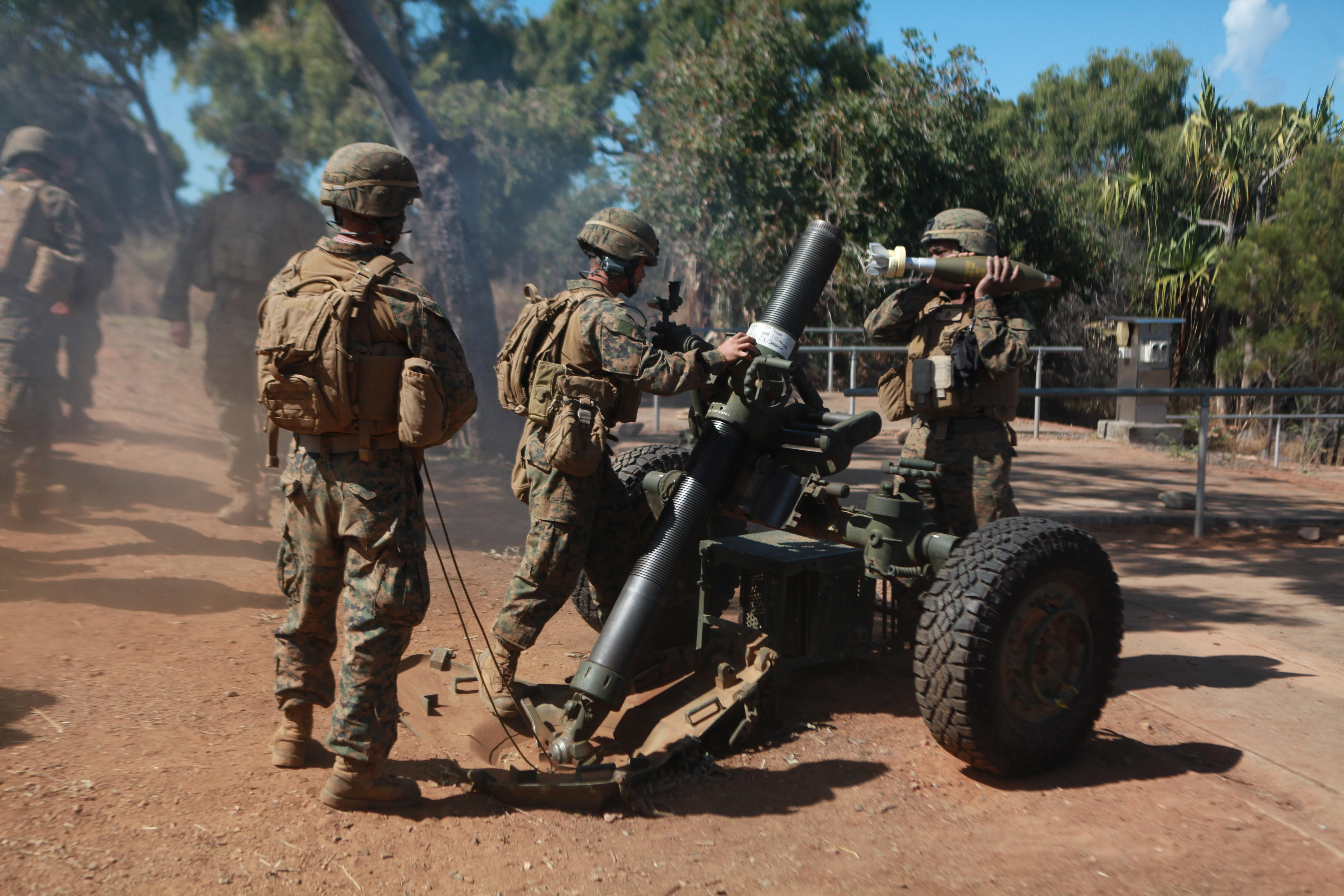
M327 120 mm. Getrokken mortier vuurgereed tijdens een oefening
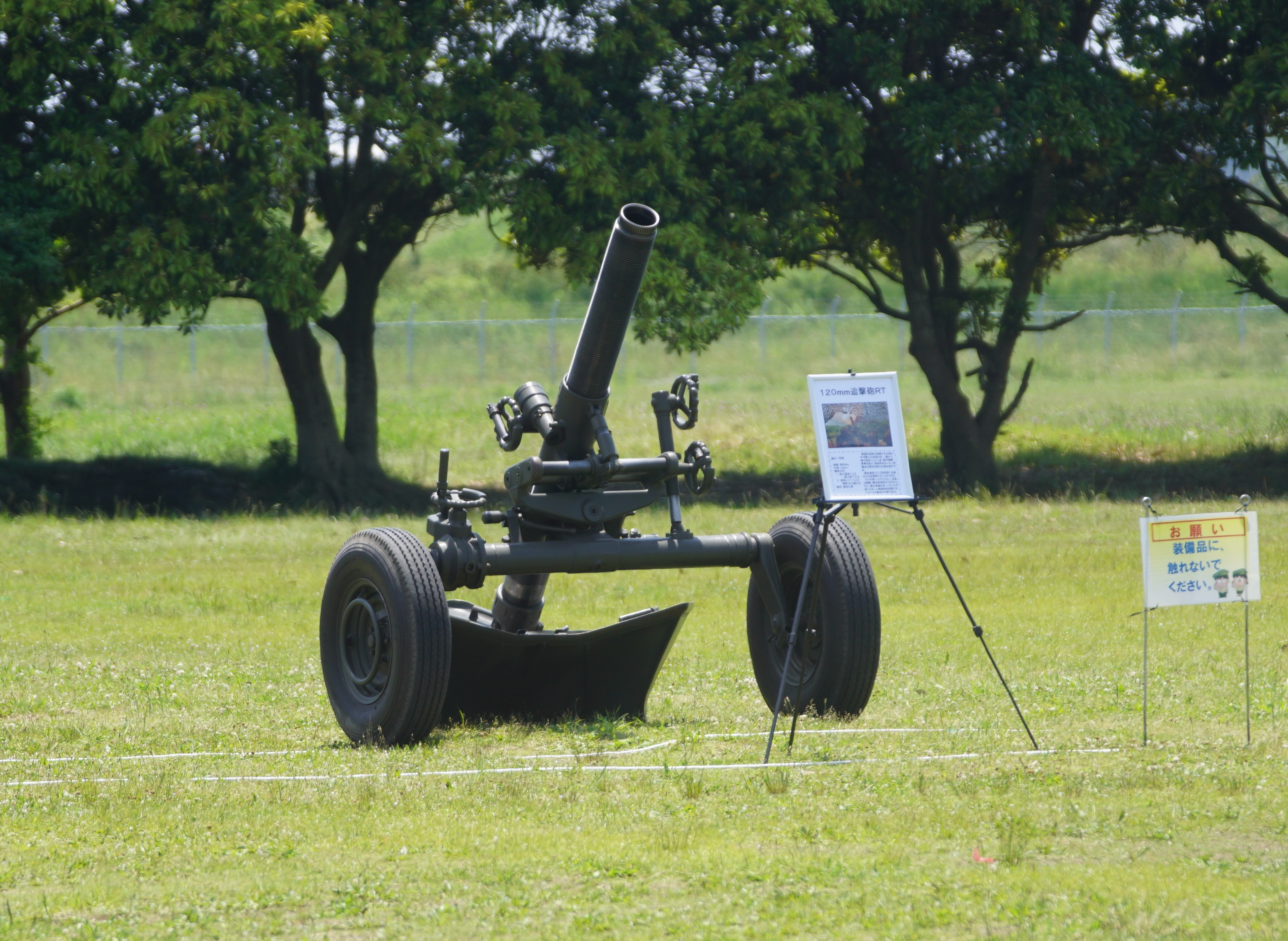
Japanse versie (Type 96 zware mortier)